# Marc Soriano
Marc Soriano (7. července 1918, Káhira – 18. prosince 1994, Paříž) byl francouzský filosof, univerzitní profesor, literární kritik a spisovatel, autor románů pro děti a mládež. Jeho sestrou byla houslistka Denise Soriano-Boucheritová.

## Životopis
Soriano se narodil v Egyptě v Káhiře. Po smrti otce se rodina odstěhovala do Itálie a v letech 1921 až 1927 žila v Pise. Poté se Soriano odstěhoval do Paříže a byl zde roku 1939 přijat ke studiu na École normale supérieure. Studium však musel přerušit, když byl během mobilizace povolán do francouzské armády. Roku 1940 byl během bojů druhé světové války zraněn a roku 1942 se připojil k francouzskému odboji. Po válce absolvoval filosofii na Sorbonně a pak pracoval na univerzitě v Ženevě společně Jeanem Piagetem. Později vyučoval na různých vysokých školách a univerzitách a působil též jako komunistický aktivista. Roku 1978 vážně onemocněl poměrně vzácnou nemocí myasthenia gravis, což mělo za následek, že byl oslaben jeho volní pohyb a také ztratil schopnost mluvit.
Marc Soriano byl jedním z propagátorů interdisciplinárního přístupu k textům. Při jejich rozboru kombinoval psychoanalýzu, lingvistiku, etnologii, antropologii a filosofii. Specializoval se především na rozbory pohádek, zejména Perraultových, byl však také odborník na dílo Julesa Verna. Kromě odborných prací napsal několik románů, především pro děti a mládež.

## Dílo
- L'enclume et le marteau (1952, Kovadlina nebo kladivo), román.
- Le colonel introuvable (1962, Nezvěstný plukovník), detektivní román pro mládež.
- L'Homme du vendredi (1963, Muž z pátku), román pro mládež.
- Le mystère de la cigogne jaune (1965, Tajemství žlutého čápa), román pro mládež.
- Les Contes de Perrault, culture savante et traditions populaires (1968).
- Guide de la littérature pour la jeunesse (1975, Průvodce dětskou literaturou).
- Portrait de l'artiste jeune, suivi des quatre premiers textes publiés de Jules Verne (1978).
- La semaine de la comete: Rapport secret sur l'enfance et la jeunesse au XIXe siecle (1981, Týden komety), příběh fiktivního povstání dětí v sirotčinci.
- La brosse à reluire sous Louis XIV (1989).
- Les Secrets du violon. Souvenirs de Jules Boucherit (1877–1962) (1993).
- Les frères Grimm (1994, Bratři Grimmové).

## Česká vydání
- Pověra a realismus ve francouzské dětské literatuře, SNDK, Praha 1964, z rukopisu přeložila Marie Tylkovská, esej o vlivu dobrodružné a pohádkové četby na fantazii dětí.
- Nezvěstný plukovník, SNDK, Praha 1967, přeložil Václav Cibula.